# 琉球政府公務員の職種・職級一覧
琉球政府公務員の職種・職級一覧（りゅうきゅうせいふこうむいんのしょくしゅ・しょくきゅういちらん）では、琉球政府人事委員会が定めた琉球政府公務員一般職の職種・職級の一覧を示す。原則として、一般職は何れかの職種・職級に分類された。（一部例外あり）
1972年時点での職種・職級は以下の通りである。

## 職種・職級

### 行政職
- 一般行政管理職（1～2級）
- 管外業務職（1～2級）
- 内務管理職（1～2級）
- 一般事務職（1～3級）
- 統計職（1～4級）
- 速記職（1～3級）
- 裁判所書記職（1～4級）
- 裁判所調査職（1級）
- 家庭裁判所調査職（1～3級）
- 法制職（1～3級）
- 法務職（1～4級）
- 行政監察職（1～2級）
- 訟務職（1～2級）
- 翻訳職（1～2級）
- 財政管理職（1～2級）
- 金融管理職（1～4級）
- 商業管理職（1～2級）
- 海難審判職（1～2級）
- 一般経済職（1～2級）
- 農林経済職（1～3級）
- 植物防疫職（1～4級）
- 農務職（1～4級）
- 蚕糸職（1～3級）
- 林務職（1～4級）
- 水産職（1～4級）
- 畜産職（1～4級）
- 工鉱業職（1～4級）
- 農業土木職（1～4級）
- 農芸化学職（1～2級）
- 建築職（1～4級）
- 土木職（1～4級）
- 電気職（1～4級）
- 計測職（1～3級）
- 気象職（1～5級）
- 測量職（1～5級）
- 機械職（1～2級）
- 輸送管理職（1～4級）
- 船舶運航職（1～3級）
- 船舶職員管理職（1級）
- 港湾業務職（1～4級）
- 航路標識管理職（1～2級）
- 電気通信管理職（1～3級）
- 電波規制職（1～3級）
- 無線通信職（1～2級）
- 通信機械職（1～2級）
- 通信施設職（1～3級）
- 衛生管理職（1～3級）
- 民生管理職（1～3級）
- 育護職（1級）
- 労働管理職（1～3級）
- 労働基準監督職（1～3級）
- 図書館管理職（1～2級）
- 博物館管理職（1～2級）
- 逮捕術指導職（1級）
- 文化財保護職（1～3級）

### 税務職
- 主税業務職（1～5級）
- 税関業務職（1～5級）

### 公安職
- 警察職（1～7級）
- 矯正職（1～6級）
- 少年矯正職（1～4級）
- 資質鑑別職（1～3級）
- 理化学鑑識職（1～3級）
- 検察補佐職（1～3級）
- 出入管理職（1～4級）
- 保護観察職（1～2級）

### 教育職
- 大学教育補助職（1～2級）
- 高等学校教育職（1～4級）
- 高等学校教育補佐職（1級）
- 中学校教育職（1～4級）
- 小学校教育職（1～4級）
- 教護職（1～3級）
- 特殊学校教育職（1～4級）
- 養護教育職（1～2級）
- 教育管理職（1～2級）
- 教育指導職（1～3級）
- 看護学校教育職（1～3級）
- 海員学校教育職（1～3級）

### 医療職
- 介輔職（1級）
- 薬剤職（1級）
- 看護職（1～2級）
- 放射線技術職（1～3級）
- 病理細菌技術職（1～3級）
- 監護職（1～2級）

### 技能労務職
- タイプ操作職（1級）
- 電話交換職（1級）
- 自動車運転職（1級）
- 建設機械操作職（1級）
- 機関操作職（1～3級）
- 印刷機械操作職（1～2級）
- 金属加工職（1～3級）
- 営繕職（1級）
- 一般作業職（1～2級）
- 守衛職（1～2級）
- 廷吏職（1級）
- 作業船操作職（1～3級）
- 一般船員職（1～3級）

### 研究職
- 農業研究職（1～4級）
- 林業研究職（1～3級）
- 水産研究職（1～3級）
- 畜産研究職（1～3級）
- 工業研究職（1～3級）
- 衛生研究職（1～2級）
- 研究補助職（1級）

## 郵政職員
郵政庁の職員は別枠で定められた。

### 管理職群
- 郵政管理職（特別～3級）
- 郵政監察職（1～3級）
- 郵政教務職（1級）

### 普通職群
- 郵政事務職（特別～2級）
- 技術職（1～2級）
- 電信通信職（1～2級）
- 電話交換職（1～2級）
- タイピスト職（1～2級）

### 外務職群
- 郵政外務職（特別～1級）

### 技能職群
- 自動車運転職（1級）
- 守衛職（1級）
- 用務職（1～2級）

## 職階制が適用されない一般職の職員
- 法令に基づいて設置された委員会・審議会・協議会に属する非常勤の委員
- 定員外で採用された職員
- 琉球大学の教員
- 検察官
- 医師・歯科医師